# Миксотрофы

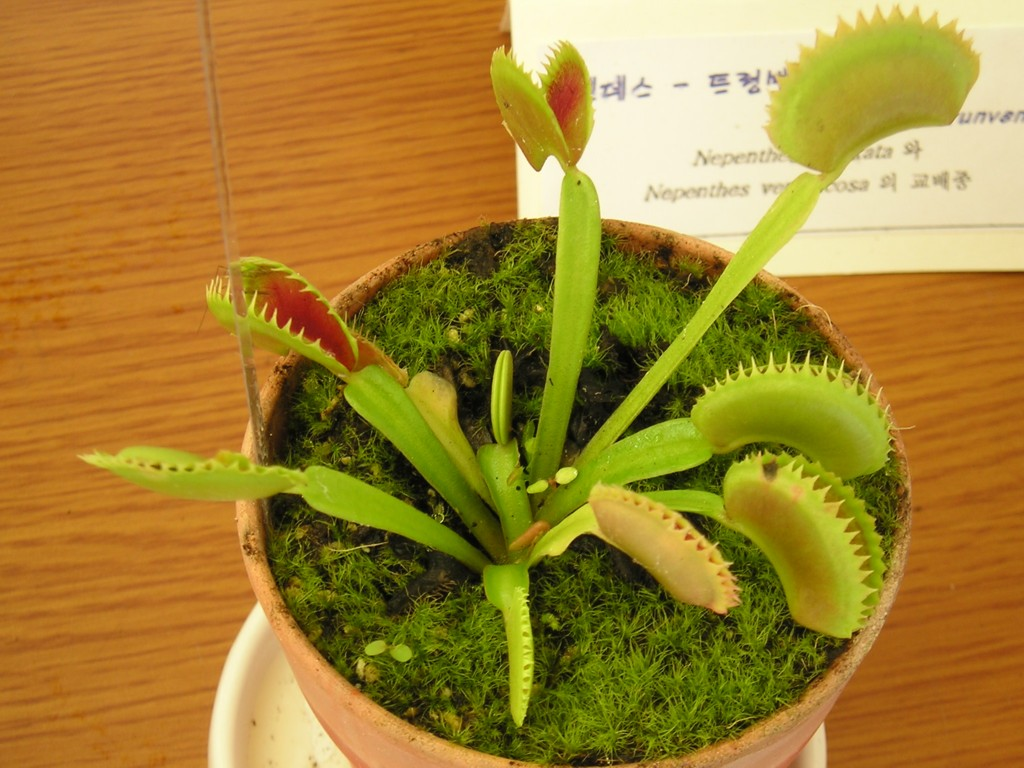
Венерина мухоловка (Dionaea muscipula) — миксотроф: в её вегетативных органах идёт процесс фотосинтеза, но растение также ловит и переваривает насекомых

Миксотро́фы (от др.-греч. μῖξις — смешение и τροφή — пища, питание) — организмы, способные использовать различные источники углерода и доноры электронов. Миксотрофы могут быть одновременно фототрофами и хемотрофами, литотрофами и органотрофами. Миксотрофами являются представители как прокариот, так и эукариот.
Примером организма с миксотрофным получением углерода и энергии является бактерия Paracoccus pantotrophus из семейства Rhodobacteraceae — хемооргано-гетеротроф, также способная существовать по хемолитоавтотрофному типу. В случае P. pantotrophus серосодержащие соединения выступают в качестве доноров электронов. Органогетеротрофный метаболизм может протекать как в аэробных, так и в анаэробных условиях.
Миксотрофныe микроорганизмы получают электроны от неорганического донора (сульфида, аммония, водорода), но используют органические соединения в качестве источника углерода. Некоторые из этих организмов — факультативные хемолитотрофы или факультативные хемоорганотрофы — способны использовать различные типы метаболизма в зависимости от условий окружающей среды. Также некоторые из этих организмов используют неполный цикл Кальвина таким образом, что они способны фиксировать диоксид углерода и должны использовать органический источник углерода. Классическими примерами миксотрофов являются представители родов Beggiatoa и Thiothrix.